# Grenada na Letnich Igrzyskach Olimpijskich 1992
Grenadę na Letnich Igrzyskach Olimpijskich 1992 reprezentowało 4 zawodników – 3 mężczyzn i 1 kobieta.

## Skład kadry

### Lekkoatletyka
Mężczyźni
- Gabriel Simeon
  - bieg na 100 m - odpadł w eliminacjach
  - bieg na 200 m - odpadł w eliminacjach

- Delon Felix
  - bieg na 400 m - odpadł w eliminacjach

- Eugene Licorish
  - skok w dal - 30. miejsce

Kobiety
- Shermaine Ross
  - bieg na 400 m - odpadła w eliminacjach